# Presentación de niño
Una presentación de niño o consagración de bebé es un acto de consagración de niños a Dios practicado en las iglesias cristianas no católicas. Este acto se hizo cuando Jesús nació.

## Origen
La presentación del niño tiene su origen en el Libro de Éxodo en el capítulo 13 versículo 2; "Todo primogénito será consagrado al Señor". La Biblia relata algunas presentaciones de niños. El de  Samuel, en el Antiguo Testamento por Ana. Y especialmente la presentación de Jesús en el templo en el Nuevo Testamento por  José y  María. Igualmente, Jesús solía bendecir a los niños.

## Historia

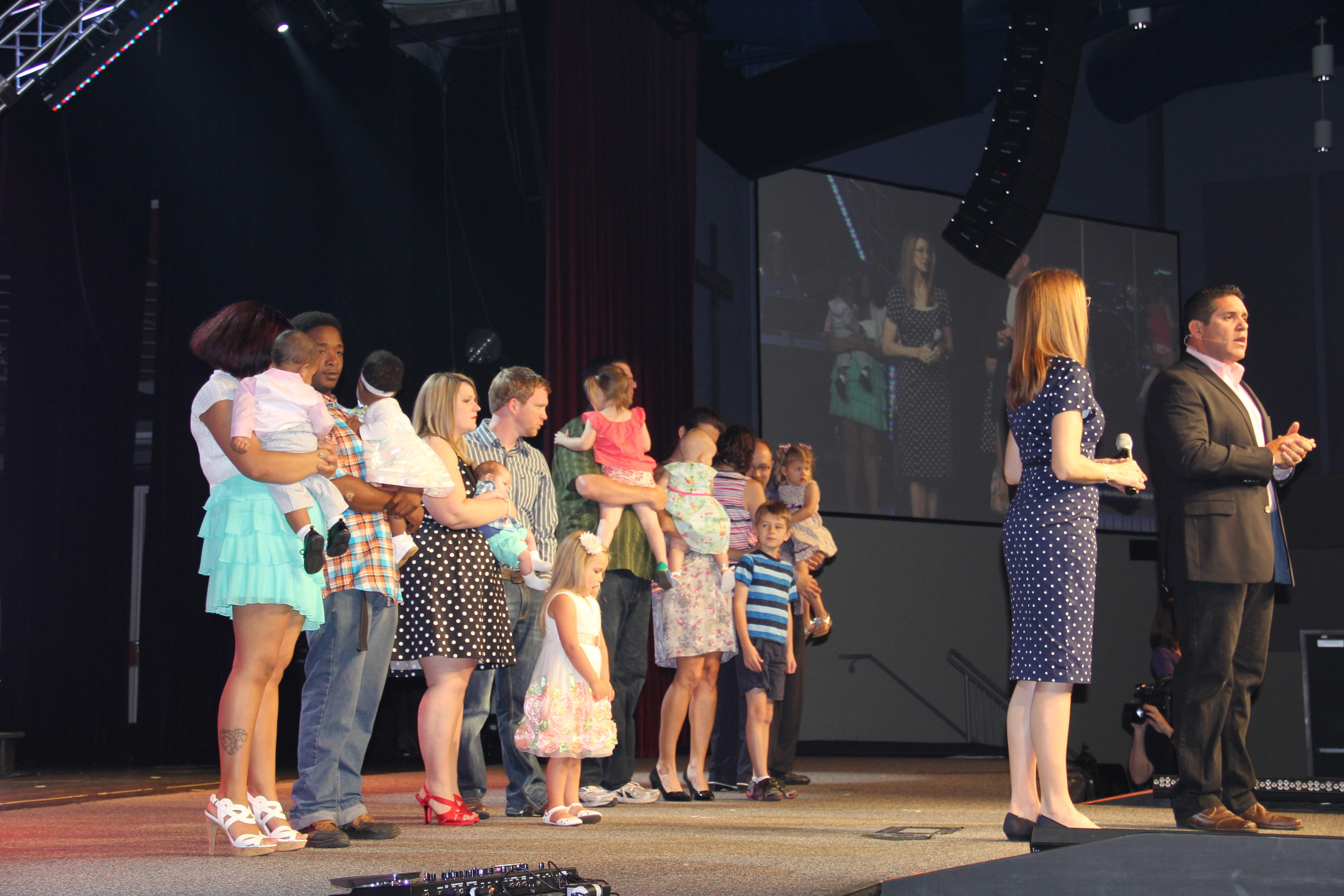
Presentación de niño en Crossing Church, Tampa, Estados Unidos

En 1523, el movimiento anabautista que enseñó que el bautismo es sólo para adultos (bautismo del creyente) de acuerdo con su comprensión de la Biblia y así adoptó esta práctica para los niños. La presentación de niño fue posteriormente adoptada por todos los movimientos evangélicos (Iglesias bautistas y Pentecostalismo) adhiriéndose a la doctrina de la iglesia de creyentes.

## Forma
La forma de las presentaciones puede variar según la iglesia. La ceremonia generalmente se realiza antes o después del servicio del domingo. Cuando los padres han presentado al niño, el pastor lo presenta a la congregación o les pide a los padres que lo hagan. La mayoría de las veces, el pastor les pide a los padres que expresen oralmente su compromiso de criar al niño en la fe cristiana. Este compromiso público es seguido por una o más oraciones y una bendición del pastor, a menudo después de que este último haya tomado al niño en sus brazos. El propósito de la presentación es expresar el reconocimiento de los padres y la iglesia del don divino del nacimiento y la responsabilidad de los padres que resulta de ello.